# 膨腹海馬
膨腹海馬為輻鰭魚綱棘背魚目海龍魚科的其中一種，分布於西南太平洋區的澳洲及紐西蘭海域，棲息深度可達109公尺，成魚的高度8至32公分，環12至13個，背鰭鰭條27-28枚；胸鰭鰭條15-17枚，無尾鰭，具有突出的圓形眼棘。體灰白色，在頭部與軀幹上有深色的斑點與污點，尾部有交互的深色與淡色的條紋，雄魚有的黑色斑塊比雌性多，體長可達35公分，棲息在礁石區，隨著海草游動，屬肉食性，以小型甲殼類為食，卵胎生，可作為觀賞魚。